# 刀干孟之乱
刀干孟之乱是指明朝初期，云南麓川土司酋长刀干孟的叛乱事件。1397年10月，刀干孟造反，麓川平缅宣慰使思伦法逃走寻求明朝帮助。明太祖朱元璋令沐春、何福、瞿能等将领率兵击败麓川的叛军，送还思伦法。

## 背景
麓川是明朝时期云南西部的一个傣族土司，曾因攻打叛投明朝的傣族小土司而与明朝爆发战争。明麓战争后，思伦法不再争夺明朝控制的傣族土司，将开疆扩土的重点转向南部。洪武二十八年（1395年），思伦法进攻缅甸，缅方诉诸明廷。明太祖朱元璋派遣钱古训和李思聪携诏书出使缅甸和麓川，警告思伦法，并诏令两国罢兵言和。思伦法谢罪，听从诏令，与缅甸停战。

## 经过

### 使者调停
洪武二十九年（1396年）二月，刀干孟造反，钱古训和李思聪以明廷的威德向刀干孟施压，叛众有所收敛。思伦法用象马金宝行贿，希望明朝使者能够留在麓川，借其身份之便压制住反叛势力。钱、李不为财物所动，严词拒绝：
|              | 吾固不受者，非见怪也，实相爱也。何则？朝廷恩尔，抚安尔邦，未尝令使者取货于尔也。夫货财，饥不可以充口，疾不可以救死。况中国金玉成山，象马若蚁，未以为宝也，惟所宝者，圣君、明王、忠臣、烈士、强兵、勇将、孝子、顺孙等事，其他财物，如粪土耳。 |
| ——《百夷传》 | |

钱、李向思伦法表示，尽快送使者回朝，才能显示其忠君之心，思伦法只得设宴送钱、李回朝。

### 造反
洪武三十年（1397年）九月，刀干孟公开造反，进攻宣慰司驻地者蓝城，思伦法逃至金齿，栖身高黎贡山。效忠于思伦法的麓川将领虎都沙（又作忽都）率腾冲旧汉人前来保护思伦法，并向省府求援。镇守云南的西平侯沐春接报后，令云南三司商讨方案。按察司认为不应发兵远征，主张放弃麓川地；布政司认为应等待叛军势衰时再乘机发兵平叛；都司认为，思伦法作为宣慰使，今已穷途末路，朝廷不体悯是没有恩德的行为，地方叛乱，不及时处理就丧失了威信，建议发兵平叛。最终决定，令虎都沙固守腾冲待援。
随后，刀干孟派手下刀名孟进攻腾冲，思伦法携家小逃至昆明，沐春将思伦法遣送南京。十一月，思伦法抵达南京，朱元璋对其表示“不能无怀土之思”，明朝将发兵送还思伦法，要他先与沐春驻扎在怒江边，派遣心腹之人潜回麓川，观察麓川内部的政治动向，如果麓川境内还有效忠于思伦法的势力，那么刀干孟的反叛势力会日渐消减，平叛只是时间问题。十二月，朱元璋送思伦法回云南，顺便赐其黄金百两，又敕谕沐春：“思伦法穷而归我，当以兵送还其土”，要求明军先驻扎在怒江边，招降刀干孟，不从就发兵征讨。
这时，刀干孟因惧怕朝廷发兵征讨，通过景东卫向明廷说明情况，请求入贡，并称早前已派遣使者入贡乞求土官职位，但是使者被大甸刀的弄半路拦截。洪武三十一年（1398年）二月，沐春将情况上报京师，认为刀干孟并非真的想纳贡，只是缓兵之计。朱元璋作出批示，姑且同意刀干孟纳贡，以伺其变，并要求沐春抚谕虎都沙，如果刀干孟防御空虚，应寻找机会解决叛乱，不能错失时机。
思伦法出走后，麓川拥立思佑法为君主。

### 明军反攻
洪武三十年（1397年）十一月，思伦法初到南京时，朱元璋任命西平侯沐春为征虏前将军，何福为左将军，徐凯为右将军，率云南、四川诸卫兵讨伐刀干孟。洪武三十一年（1398年）四月，沐春率军携思伦法至金齿。
明军招谕刀干孟，叛军不从，沐春准备等内地大军到达后，在冬天发动进攻。刀干孟仗恃夏季的瘴气，明军水土不服，不敢轻易救援，于是猛攻腾冲，虎都沙告急。沐春认为此时派兵偷袭能有出其不意的效果，于是命何福、瞿能率兵五千至腾冲汇合虎都沙。
虎都沙提供情报，叛军有近五万人驻扎在南甸，叛军前锋靠近芒干寨（今九保阿昌族乡），那边都是昔剌兵，统军的刀名孟在阵营的尾部，可分兵牵制叛军，使其首尾不能相顾，用精兵猛攻阵尾，即可擒获刀名孟。四鼓时分（凌晨两点），叛军酣睡之时，明军纵火烧其营地，叛军溃败，刀名孟被斩。随后，明军回击景罕寨，但景罕寨地势较高，叛军据险固守，明军久攻不下，弹尽粮绝，叛军声势大涨。何福向沐春求援，沐春亲率五百骑前往景罕救援，令骑兵在寨外奔驰，扬起漫天尘土，叛军误以为大军抵达，于是投降。尔后，沐春乘胜攻下崆峒寨。
刀干孟遣人乞降，明廷认为其诡诈多端，拒绝受降。不久后，沐春病逝，刀干孟又变卦拒绝投降，明廷令何福率军讨伐叛军，最终将刀干孟生擒，明军俘虏叛军七万人。叛乱平息后，思伦法回到麓川。

## 造反原因
按《明实录》与《明史》记载，刀干孟造反的原因是，思伦法宠幸从昆明去到麓川的僧侣以及懂得制造火器的明军逃兵，他们的地位甚至凌驾于各部落酋长之上，以刀干孟为首的部落酋长感到不满，于是发动兵变。永乐四年（1406年），明成祖朱棣曾派遣使者张洪赴滇西地区，张洪根据所见所闻著有《南夷书》一卷。据《南夷书》所载，刀干孟造反的原因是：麓川地区有习俗，逢新君即位，各酋长将女儿嫁予新君，而思伦法之妻因为妒忌，每有酋长献女，便诬告其造反，思伦法听信妻子的话，发兵攻打酋长，将其女缢死，抛尸瑞丽江，引起众怒。思伦法要求木邦酋长刀干孟前往麓川朝见，刀拒绝，于是思伦法发兵征讨木邦，被刀击败，其后刀干孟造反。
在傣文史书《嘿勐咕勐》中，思伦法的风评极差，《嘿勐咕勐》讲述其贪恋女色，有命令青年妇女过江时走沉桥、逼妇女将筒裙捋起以便观赏大腿的癖好，还将看中的拉去同宿，引起民愤。《勐卯弄傣族历史研究》认为，《嘿勐咕勐》等史籍对思伦法有极差评价的原因是他在明麓战争中丧失了对东部景东等地的控制，并且主张亲明，不再争夺明朝控制下的傣族地区，招致部分贵族的不满，被诬为荒淫无道的昏君，《研究》认为这也是刀干孟之乱暴发的真正原因。

## 引用
1. ↑  毕奥南（2005），110页
2. ↑  明太祖实录·二四二卷，3524页，洪武二十八年闰九月己未条："缅国王卜剌浪遣使桑乞剌查贡方物因言百夷思伦发屡出兵侵夺其境土之故上谓廷臣曰远夷相争盖其常事然中国抚驭四夷必使之无事当遣使谕解之"
3. 1 2  明太祖实录·二四四卷，3540-3543页，洪武二十九年二月庚寅条："遣行人李思聪钱古训使缅国及百夷……诏缅国王曰……朕之旨意恨不一言而止使彼此各罢兵守乐黎民于市野……诏思伦发曰……敢有凭弱犯寡者则天子发兵以眚之贼贤害民者亦发兵以伐之暴内凌外则兴师以坛之野荒民散则用兵以削之负固不服则举兵以侵之贼杀其亲则正其罪以杀之放弑其君则明其罪以诛之犯令凌政则杜而绝之内外乱鸟兽行则殄灭之此九伐之法也……思伦发闻诏恐惧俯伏谢罪愿罢兵"
4. 1 2 3  明太祖实录·二四四卷，3543页，洪武二十九年二月庚寅条："适其部酋刀干孟叛思聪等以朝廷威德谕其部众叛者稍退思伦发欲倚使者以服其下强留思聪等又以象马金宝为馈思聪等为书谕却之以谓中国不以象马金玉为宝所宝者惟忠臣烈士强兵勇将孝子顺孙宜送使者还朝自此不为侵扰斯可以明忠君之心思伦发大喜邀思聪等设晏为乐率其部众送之境上"
5. ↑  百夷传，135页："时古训等适遇百夷其部下酋长曰刀干孟者叛其国，余等以大义谕其部众，而叛者闻之稍却。"
6. 1 2 3  明太祖实录·二五五卷，3679-3680页，洪武三十年九月戊辰条："麓川平缅宣慰使司刀干孟叛逐其宣慰使思伦发初平缅俗不好佛有僧至自云南善为因果报应之说思伦发甚信之又有金齿戍卒逃入其境能为火炮火铳思伦发喜其有艺能俾系金带与僧位诸部落上刀干孟恶之遂与其属叛率兵寇腾冲府思伦发畏其势盛率其家走云南西平侯沐春遣送京师"
7. 1 2 3 4  南夷书，67页："夷俗：新君立，则土酋各献其女备内列。曩怙宠而妬，凡一女进，则诬其女以叛，思伦法辄徵而诛之，并缢杀女，弃尸麓川江中。见者怜其冤，且忧及己，相次以待死。复徵木邦酋长刀干孟，不赴，起兵伐之，败绩。刀干孟遂连结各处以叛，攻宣慰司，拔之。思伦法走金齿，限潞江不得渡，棲于高良工山。其属虎都沙率腾冲旧汉人为之捍蔽，使人来求援。刀干孟亦因景东卫求自白，西平侯以闻。"
8. 1 2  南夷书，68页："诏命三司议。按察司以为毋勤兵远略，请弃之；布政司请待其敝而乘之；都司以为彼既受命为宣慰，穷而不恤则无恩，乱而不治则无威，当为拔出，然后以兵纳之。朝廷是都司议，令金齿卫遣入谕诸夷，毋遏思伦法；且命虎都沙谨守腾冲府待援。於是思伦法来归，刀干孟遣其属刀名孟攻腾冲益急。"
9. 1 2  明太祖实录·二五五卷，3688页，洪武三十年十一月癸酉条："思伦发至京师 上闵之命西平侯沐春为征虏前将军左军都督何福为左将军徐凯为右将军率云南四川诸卫兵往讨刀干孟谕思伦发曰尔远离乡土经涉岁月不能无怀土之思强臣为乱势不自容奔逃至此欲谋还国非将勇兵强不可得也朕今送尔至云南与西平侯且驻怒江上先遣尔平日心腹之人入国中谕尔还国之意以观国中之向背立卫腾冲以观其势若威远远乾已附朝廷他郡亦皆听命则刀干孟反逆之威日消腹心之人效顺者多尔归国之期可数日而待矣"
10. 1 2  明太祖实录·二五五卷，3691-3692页，洪武三十年十二月乙巳条："遣思伦发还云南敕谕之曰……已遣将问罪刀干孟故命尔还旧邦赐黄金百两白金百五十两钞五百锭以遣之又敕西平侯沐春曰思伦发穷而归我当以兵送还其土若至云南令且止怒江遣人往谕刀干孟毋为不臣必归而主如其不从则声其罪以讨之是时刀干孟既逐思伦发惧朝廷致讨乃先遣人至西平侯沐春所请入贡言先尝遣人致方物乞授土官职事为大甸刀的弄所劫由是弗克上闻愿为奏之春许之"
11. 1 2  明太祖实录·二五六卷，3700-3701页，洪武三十一年二月庚子条："西平侯沐春奏麓川刀干孟请入贡且言刀干孟叛逐其酋长思伦发恐朝廷声罪致讨故来归款而思伦发所部忽都亦据守腾冲怒江及景东迤外威远等处俱已向化归朝刀干孟惧为所攻故欲假朝廷之威以拒忽都其言入贡恐未可遽信今姑勒兵俟之 上遣人谕春曰远夷诡诈诚有之然姑从所请以伺其变其忽都所守诸路尔可从宜抚谕若刀干孟之虚诈当审度其宜而处之毋自失事机"
12. 1 2  嘿勐咕勐，92页
13. 1 2 3 4  明太祖实录·二五七卷，3713-3714页，洪武三十一年五月丁未条："西平侯沐春进兵击平缅先以兵送思伦发于金齿使人谕刀干孟不从乃遣左军都督何福瞿能等将兵五千往讨之福等逾高良公山直捣南甸大破之杀其酋刀名孟斩获甚众回兵击景罕寨寨乘高据险坚守不下官军粮械俱尽贼势益盛福使告急于春春率五百骑往救之乘夜至怒江诘旦径度令骑驰躏寨下扬尘以惊之贼乘高望见尘起蔽天不意大军卒至惊惧遂率众降春乘胜复击崆峒寨贼夜溃走刀干孟乃遣人乞降事闻朝廷以其诞诈复授春征虏前将军令俟变以讨之春后病卒刀干孟竟不降乃命都督何福往讨擒刀干孟以归思伦发思得还平缅逾年卒"
14. 1 2  南夷书，68页："四月，我师至金齿，欲遥为声援，待追内地兵至，至冬大举。虎都沙告急，日再至。西平侯曰：“夷人恃炎瘴，度汉兵不能救，故并力攻之。若潜师远袭，出其不意，亦一奇也。”乃命何福、瞿能率兵赴之。至腾冲，召虎都沙议计。沙曰：“夷兵在南甸者及五万，迫芒干而营者，皆悉刺也，其酋长刀名孟殿其尾。若分兵牵制芒干悉刺，使不得归援，直以精兵击其尾，则刀名孟可禽。其众不战而自溃矣。”夜四鼓，军土蓐食。昧爽，薄其营。夷人诛茆以茇，我兵纵火焚之，夷兵溃，追及刀名孟，斩之。留数日，夷不出，乃还。"
15. ↑  方国瑜（1987），1212页
16. ↑  明史纪事本末·卷十二·太祖平滇，176页："春乘胜复击崆峒寨，贼夜溃走。刁干孟乃遣人乞降，帝以其反复，不之许。"
17. ↑  明史·卷一百四十四·列传第三十二，4072页，何福传："福遂破擒刀干孟，降其众七万。"
18. ↑  明史·卷三百十四·云南土司传二，8113页，麓川平缅条："初，平缅俗不好佛。有僧至自云南，善为因果报应之说，伦发信之。又有金齿戍卒逃入其境，能为火硫、火炮之具，伦发喜其技能，俾系金带，与僧位诸部长上。刀干孟等不服，遂与其属叛，攻腾冲。"
19. ↑  云南通志·卷二百八·艺文志之一·记载滇事之书上，十七页："南夷书一卷明张洪撰……永乐四年缅甸宣慰使那罗塔刦杀孟养宣慰使刁查及思欒发而据其地洪时为行人齎勅往谕因探见闻记其梗概"
20. ↑  刀保尧（2005），111页